# Marija Šestak

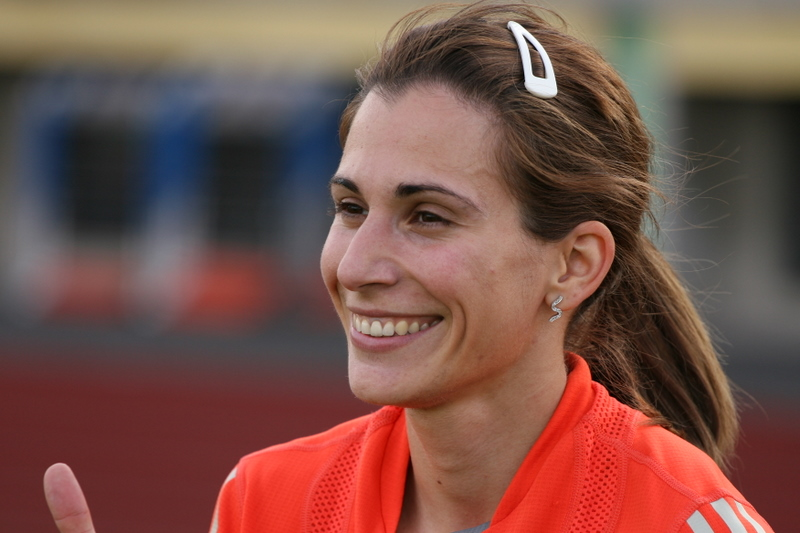
Marija Šestak

Marija Šestak, född Martinović den 17 april 1979 i Kragujevac i Serbien, är en slovensk friidrottare som tävlar i tresteg. Hon började sin karriär i Serbien men bytte medborgskap 2006.
Šestaks genombrott kom när hon 1998 slutade trea i tresteg vid junior-VM. Hon deltog senare vid Olympiska sommarspelen 2000 i Sydney där hon blev utslagen i kvalet och hon fick därmed inte delta i finalen.
Hon var i final vid VM i Osaka 2007 och slutade där på en femte plats med ett hopp på 14,72. Under 2008 blev hon bronsmedaljör vid inomhus-VM i Valencia och utomhus slutade hon sexa vid Olympiska sommarspelen 2008. Hennes längsta hopp i OS-finalen 15,03 är både personligt rekord och nationsrekord. Hon avslutade året med att bli trea vid IAAF World Athletics Final i Stuttgart.